# Gʻozgʻon
Gʻozgʻon (uzb. cyr.: Gʻozgʻon; ros.: Газган, Gazgan) – miasto w środkowym Uzbekistanie, w wilajecie nawojskim. W 2021 roku liczyło 8,8 tys. mieszkańców.